# Albert e Alice
Albert e Alice (Bigfoot) è un film per la televisione del 1987 diretto da Danny Huston.
È un film d'avventura per ragazzi facente parte della serie di lungometraggi prodotti dalla Disney e trasmessi in origine sulla ABC in vari cicli. È basato sulla leggenda metropolitana del bigfoot. Nel cast figurano Colleen Dewhurst, James Sloyan, Gracie Harrison.

## Trama
Stati Uniti, anni 1980. Durante una passeggiata in montagna, due giovani, Albert e Alice, perdono di vista i rispettivi genitori e si imbattono in una coppia di rari esemplari di orsi preistorici, del tutto simili nell'aspetto ai leggendari Yeti, gli "Uomini delle Nevi". I due animali "adottano" i ragazzi, mentre i genitori si danno da fare per ritrovarli, aiutati da una affascinante antropologa.

## Produzione
Il film, diretto da Danny Huston su una sceneggiatura di John Groves, fu prodotto da Michael S. McLean per la Walt Disney Television e girato a Big Bear City, nella San Bernardino National Forest in California.

## Distribuzione
Il film fu trasmesso negli Stati Uniti l'8 marzo 1987 con il titolo Bigfoot sulla rete televisiva ABC.
Alcune delle uscite internazionali sono state:
- in Svezia il 12 febbraio 1988
- in Ungheria (Disneyland: Óriásláb)
- in Germania Ovest (Disneyland: Auf der Suche nach Bigfoot)
- in Finlandia (Disneyland: Isojalka)
- in Grecia (Disneyland: O Megalopodaros)
- in Brasile (Disneyland: O Pé-Grande)
- in Venezuela (Disneyland: Piegrande)
- in Polonia (Disneyland: Wielka stopa)
- in Italia (Albert e Alice)